# Immunkontrollpunktshämmare
Immunkontrollpunktshämmare eller checkpointhämmare (ibland förkortat ICI efter engelskans: Immunce Checkpoint Inhibitors) är en klass av läkemedel som används inom immunterapi mot cancer. Behandlingen består av monoklonala antikroppar riktar sig mot så kallade immunkontrollpunkter som kan dämpa aktiviteten hos immunförsvaret. Många cancerformer skyddar sig från immunförsvaret genom att uttrycka sådana immunkontrollpunkter. Genom att blockera kontrollpunkterna med läkemedel tillåts immunförsvaret agera mer kraftfullt mot cancercellerna.
Den första immunkontrollpunktshämmare som godkändes för behandling av cancer var antikroppen ipilimumab, en CTLA4-blockerare som fick godkännande av FDA i USA 2011. Nu godkända (2021) kontrollpunktshämmare har CTLA4, PD-1 och PD-L1 som sina målmolekyler. PD-1 och PD-L1 är involverade i regleringen av T-cellernas aktivering. Blockering av dessa receptorer med antikroppar tycks tillåta T-cellerna att känna igen och anfalla cancercellerna.
Upptäckterna som möjliggjorde framtagningen av kontrollpunktshämmare belönades med Nobelpriset i medicin 2018. De vinnande forskarna var James P. Allison och Tasuku Honjo.